# Al cor del mar
Al cor del mar (títol original en anglès: In the Heart of the Sea) és una pel·lícula estatunidenca dramàtica i supervivència biogràfica de 2015 basada en el llibre sense ficció del mateix nom de 2000 de Nathaniel Philbrick, sobre l'enfonsament del vaixell balener Essex en 1820, un esdeveniment que va inspirar la novel·la de Moby Dick. Va ser dirigit i produït per Ron Howard i escrit per Charles Leavitt, la pel·lícula és protagonitzada per Chris Hemsworth, Benjamin Walker, Cillian Murphy, Tom Holland, Ben Whishaw, i Brendan Gleeson. Es va estrenar a la Ciutat de Nova York el 7 de desembre de 2015 i es va estrenar als cinemes dels Estats Units l'11 de desembre del mateix any per Warner Bros. Pictures. Al cor del mar va obtenir uns guanys de $93,8 milions contra un pressupost de $100 milions.
Ha estat doblada i subtitulada al català.

## Argument
En 1850, l'autor Herman Melville visita al posader Thomas Nickerson, l'últim supervivent de l'última travessia del balener Essex, oferint diners a canvi de la seva història. Nickerson inicialment es va negar, però finalment accedeix quan la seva esposa intervé.
La història és al voltant del 1820: una societat de caça de balenes a Nantucket, va reinstal·lar l'Essex per participar en el comerç d'oli de balena lucratiu, Nickerson tenint 14 anys s'uneix a la tripulació com un grumet. Els propietaris contracten al balener veterà Owen Chase com a primer oficial, a pesar que està decebut per no rebre la comissió d'un capità. El capità és George Pollard, un mariner sense experiència d'una família de la caça de balenes establert que enveja l'habilitat i la popularitat de la caça. Chase i Pollard s'enfaden, la qual cosa porta Pollard per navegar en una tempesta en contra del consell de Chase, gairebé enfonsa el vaixell. Els dos estan d'acord a posar les seves diferències a un costat en lloc d'arriscar la seva reputació en tornar a port sense finalitats de lucre, i aviat, la tripulació mata la seva primera balena.
No obstant això, tres mesos passen sense més èxits, i Pollard s'adona que l'oceà Atlàntic contempla cap albirament de balenes. L'Essex navega pel Pacífic amb l'esperança de tenir millor sort en la captura de balenes. En Atacamas, Equador, els oficials escolten un capità espanyol que els diu la seva tripulació va trobar abundants balenes en "Terres offshore", 2.000 milles a l'oest, però afirma que una venjativa "balena blanca" va destruir el seu vaixell, matant a sis dels seus homes. Sense creure's la història, Pollard i Chase porten a l'oest l'expedició. Ells troben els terrenys pertorbats, però quan llancen els vaixells baleners, la balena blanca, un enorme catxalot albí toro, els ataca danyant els vaixells i capgira una barca. Es llancen arpons per perseguir-lo des de la coberta de l'Essex, però la balena aconsegueix matar a dos homes. La tripulació abandona l'Essex enfonsant-se en els tres vaixells baleners intactes, i ha de navegar centenars de milles de la costa amb subministraments molt limitats. La balena segueix i ataca de nou, però s'escapen a la petita illa Ducie. Si bé recullen aliments, Chase descobreix els cadàvers de nàufrags anteriors, i conclou que la tripulació morirà aviat a l'illa abans que un altre vaixell passi per allà. Quatre homes decideixen quedar-se, mentre que la resta es va embarcar de nou en els vaixells, amb l'esperança de trobar terra. Poc després, un dels homes mor, i la tripulació restant a contracor decideixen canibalitzar-lo.
Nickerson recorda aquest moment aterridor i deté la seva història. No obstant això, quan la seva esposa li consola, se sent encoratjat per poder acabar. De tornada en la dècada de 1820, els tres vaixells se separen i un es perd. Els altres dos encara amb la tensió pel canibalisme per sobreviure, el cosí d'en Pollard s'acaba sacrificant. Amb la balena perseguint-los Pollard li diu a Chase que l'ataqui, però Chase, decideix no atacar i amb el temps se'n va. Un vaixell que passava rescata el bot d'en Pollard, però el d'en Chase continua a la deriva, sense menjar ni aigua. Finalment, amb els supervivents a la vora de la mort, arriben a terra. Els supervivents tornen a Nantucket i, finalment, es reuneixen amb les seves famílies angoixades. Els propietaris de la nau li demanen a Pollard i a Chase encobrir la història per protegir la indústria, però després que Chase es nega, Pollard revela la veritat en la investigació.
Nickerson relata que Chase va continuar navegant pels mars i es va convertir en un capità mercant, mentre que Pollard va dirigir una altra expedició per matar a la balena, però el vaixell va naufragar i es va veure obligat a retirar-se. Melville se'n va, per compondre la seva novel·la Moby Dick, començant per escriure la seva primera línia: "Crida'm Ismael."

## Repartiment
- Chris Hemsworth com a Owen Chase, primer de la tripulació[4]
- Benjamin Walker com a capità George Pollard Jr.
- Cillian Murphy com a Matthew Joy, segon de la tripulació[4]
- Tom Holland com a Thomas Nickerson, noi de cabina
- Brendan Gleeson[4] com a Thomas Nickerson (vell)
- Ben Whishaw com a Herman Melville[4]
- Michelle Fairley com a Sra. Nickerson
- Gary Beadle com a William Bond
- Frank Dillane com a Henry Coffin
- Edward Ashley com a Barzillai Ray
- Charlotte Riley com a Peggy Chase[5]
- Donald Sumpter com a Paul Mason
- Brooke Dimmock com a Phoebe Chase
- Jamie Sives com a Isaac Cole
- Joseph Mawle com a Benjamin Lawrence
- Paul Anderson com a Caleb Chappel
- Luca Tosi com a William Wright
- Sam Keeley com a Ramsdell